# 尖喙棘豆
尖喙棘豆（学名：Oxytropis cuspidata）为豆科棘豆属下的一个种。